# معتمدية سيدي عيش
معتمدية سيدي عيش إحدى معتمديات الجمهورية التونسية، تابعة لولاية قفصة. و تقع في شمال الولاية يحدها شرقا معتمدية سيدي علي بن عون، وغربا معتمدية ماجل بلعباس و تبعد50 كلم على مدينة قفصة، كما تحتوي على آثار تعود إلى العهد الروماني، وتعتمد على النشاط الفلاحي بشكل أساسي
المعركة الأسطورة بجبل سيدي عيش ضدّ المُستعمر الفرنسيّ ويظهر فيها أحد قادتها المنسيين رافعا يده حاثّا رجاله على التّضحية والاستبسال في الدّفاع عن هذه الأرض الطّيبة إنّه البطل الممحو من التّاريخ «الأزهر الشّريطي» ...

### مواضيع ذات علاقة
- ولاية قفصة.

و قد تم فيها أيضا القضاء على مجموعة ارهابية متكونة من 9 افراد منهم من كان مصنف خطير جدا ..